# Burgh Island
Burgh Island är en ö i Storbritannien.   Den ligger i grevskapet Devon och riksdelen England, i den södra delen av landet, 300 km sydväst om huvudstaden London. Arean är 0,16 kvadratkilometer.
Terrängen på Burgh Island är mycket platt. Öns högsta punkt är 20 meter över havet. Trakten runt Burgh Island består i huvudsak av gräsmarker.